# El Limoncito, Hidalgo
El Limoncito är en ort i Mexiko.   Den ligger i kommunen Pisaflores och delstaten Hidalgo, i den sydöstra delen av landet, 200 km norr om huvudstaden Mexico City. El Limoncito ligger 249 meter över havet och antalet invånare är 121.
Terrängen runt El Limoncito är bergig åt sydväst, men åt nordost är den kuperad. El Limoncito ligger nere i en dal. Runt El Limoncito är det ganska tätbefolkat, med 90 invånare per kvadratkilometer. Närmaste större samhälle är Chapulhuacán, 10,2 km öster om El Limoncito. I omgivningarna runt El Limoncito växer i huvudsak städsegrön lövskog.